# Patrick Heeney
Patrick Heeney, noto anche come Patrick Heaney, detto Paddy (Dublino, 19 ottobre 1881 – Dublino, 13 giugno 1911), è stato un compositore irlandese. Ha composto la melodia dell'inno nazionale irlandese Amhrán na bhFiann, conosciuto in lingua inglese con il titolo The Soldier's Song.

## Biografia
Heeney nacque a Dublino al numero 101 di Lower Mecklenburgh Street (oggi conosciuta come Railway Street). Il padre gestiva una drogheria in città e fece frequentare al figlio la St. Patrick's National School situata al numero 13 Mecklenburgh Street. Durante la sua esperienza scolastica Heeney fece parte del club del Colonnello John O'Mahoney Hurling.
Si può ricostruire una parte della vita di Heeney grazie ad alcuni scritti di Peadar Kearney pubblicati solo nel 1975. Negli scritti si legge come inizialmente Heeney lavorò dapprima al servizio postale e successivamente come commesso viaggiatore a Hickey's Drapers a North Earl Street.
Questi scritti sembrano confermati da un censimento del 1901 nel quale una persona dal nome Patrick Heaney risulta vivere a Dublino al numero 242 di Township Cottages (oggi Gulistan Cottages) insieme a quattro fratelli. Ulteriore conferma proviene dal lavoro indicato dal censimento. Infatti dallo stesso risulta che tale "Patrick Heaney" svolgesse il lavoro di impiegato al servizio postale cittadino.
In un secondo censimento, datato aprile 1911 due mesi prima della morte del compositore, risulta che egli vivesse ancora al Gulistan Cottages, ma questa volta al numero 31, insieme alla propria moglie Catherine e al proprio figlio di 9 mesi chiamato William.

## The Soldier's Song
Heeney non era capace di scrivere la musica, ma conosceva la tecnica del solfeggio e solitamente provava a comporre le melodie sul proprio organetto. Generalmente si ritiene che The Soldier's Song sia stata composta nel 1907, ma Peadar Kearney data la melodia al 1909 o al 1910.
Il testo in lingua inglese era opera dello stesso Kearney, all'epoca influente membro della Fratellanza repubblicana irlandese, e collaboratore di Heeney fin dal 1903. L'inusuale metrica del testo di Keaney inizialmente procurò non pochi problemi ad Heeney nel suo tentativo di adattare la musica al testo. Nonostante ciò successivamente i due autori collaborarono nuovamente alla scrittura della canzone Michael Dwyer.

## Morte e commemorazioni
Heeney morì in uno stato di povertà all'età di 29 anni all'ospedale di Jervis Street situato nella città di Dublino. Egli fu sepolto nel cimitero di Drumcondra all'interno di una tomba anonima. Per commemorare il compositore attualmente è presente, all'interno del cimitero, una targa.
Al momento della morte di Heeney, il suo amico e collega Peadar Kearney si trovava a Londra con la compagnia dell'Abbazia. Tornato a Dublino, Kearney organizzò una colletta per la madre dell'amico defunto. Tra i partecipanti ci furono il patriota Michael Collins e Sam Maguire, uno dei membri più influenti della Gaelic Athletic Association di Londra. Inoltre Peadar Kearney dedicò all'amico scomparso la canzone di in gaelico da lui composta Slán Libh.
Nel 2010, Il consiglio della città di Dublino, in onore del compositore, chiamò Patrick Heeney House and Crescent un nuovo quartiere composto da 63 nuove abitazioni che si era sviluppato a Summerhill, situato a nord della città di Dublino.